# レフ・ケークシェフ
レフ・ニコライエヴィチ・ケークシェフ（Lev Nikolayevich Kekushev、1862年2月19日 - 不詳（1916年から1919年の間））は、ロシアの建築家。モスクワ・モダン様式の第一人者。
リトアニアのヴィリニュス美術専門学校と、民間技術大学を卒業。
代表作として、エジプト大使館軍事部（旧ケークシェフ第二の家）、モスクワ賃貸住宅、レストラン・プラハ、ノーゾフ邸、ニコーリスキエ商店、などがある。